# Nowotwór miejscowo złośliwy
Nowotwór miejscowo złośliwy, nowotwór półzłośliwy (łac. neoplasma semimalignum) – nowotwór charakteryzujący się co najmniej jedną z trzech cech: dużą masą tkankową uciskającą otoczenie, zdolnością naciekania i niszczenia otoczenia oraz/albo zdolnością wszczepiania (przenoszenia komórek guza na otaczające zdrowe tkanki, na przykład podczas resekcji lub biopsji).
Nowotwory te zasadniczo nie dają przerzutów, ale nawracają po zabiegach operacyjnych, nawet uznawanych za radykalne, dlatego wymagają starannego podejścia chirurgicznego z uwzględnieniem szerokich granic wycięcia. Obraz mikroskopowy może być typowy dla nowotworu złośliwego.
Przykłady nowotworów miejscowo złośliwych:
- rak podstawnokomórkowy skóry
- większość glejaków złośliwych mózgu
- gruczolak wielopostaciowy (guz mieszany)
- włókniak powięziowy
- potworniak dojrzały
- szkliwiak żuchwy